# Theobald Lieb
Theo-Helmut Theobald Lieb (* 25. November 1889 in Freudenstadt; † 20. März 1981 ebenda) war ein deutscher Generalleutnant im Zweiten Weltkrieg.

## Leben
Lieb trat am 20. März 1910 als Fahnenjunker in die Württembergische Armee ein und wurde am 18. August 1911 zum Leutnant im Grenadier-Regiment „König Karl“ (5. Württembergisches) Nr. 123 in Ulm befördert. Als solcher nahm Lieb am Ersten Weltkrieg teil, in dessen Verlauf er zuletzt als Hauptmann im Generalstab der 240. Infanterie-Division tätig war. Für seine Leistungen wurde Lieb mit beiden Klassen des Eisernen Kreuzes, dem Militärverdienstorden und dem Ritterkreuz II. Klasse des Friedrichsordens mit Schwertern sowie dem Verwundetenabzeichen in Schwarz, dem Hamburger Hanseatenkreuz und dem Österreichischen Militärverdienstkreuz III. Klasse ausgezeichnet.
Nach Kriegsende stellte man ihn kurzzeitig zur Verfügung des Kriegsministeriums, um dann von Ende Februar bis Mitte Juli 1919 in einem Freikorps tätig zu sein. Anschließend wurde Lieb in die Vorläufige Reichswehr übernommen. Mit der Bildung der Reichswehr kam er zum 15. Infanterie-Regiment. Ab 10. November 1938 diente er, zwischenzeitlich zum Oberst aufgestiegen, als Kommandeur des Infanterieregiments 27 bei der 12. Infanterie-Division im Wehrkreis II. Dieses Regiment führte Lieb über den Beginn des Zweiten Weltkriegs bis zum 9. September 1940. Anschließend in die Führerreserve versetzt, war Lieb dann vom 24. Oktober 1940 bis zum 17. Juni 1941 Kommandant der Stadt Wuppertal.
Im Rußlandkrieg war Lieb eingesetzt als stellvertretender Führer der 290. Infanterie-Division (Wehrkreis X) im Verband der 16. Armee der Heeresgruppe Nord vom 17. September bis 10. November 1941 und danach als Kommandeur der 306. Infanterie-Division (Wehrkreis VI) vom 21. Februar bis 30. März 1943 im Verband der Armeeabteilung Hollidt der Heeresgruppe Süd. Folgend Kommandeur der Kampfgruppe der 112. Infanterie-Division (Wehrkreis XII) ab 3. September 1943 im Verband der 4. Panzerarmee und der 8. Armee der Heeresgruppe Süd und schließlich nach Eingliederung der 112. Infanterie-Division in die aus Resten von drei Infanterie-Divisionen neu gebildete sogenannte Korps-Abteilung B als deren Kommandeur bis zum 23. März 1944.
Im Februar 1944 im Kessel von Tscherkassy eingeschlossen, führte Lieb einen Teil der dort zusammen gedrängten Verbände in den Ausbruch zu den Entsatzkräften der 1. Panzer-Armee, so dass – wenn auch unter hohen Verlusten – zahlreiche Soldaten gerettet werden konnten. Hierfür erhielt Generalleutnant Lieb am 18. Februar 1944 das Eichenlaub zum Ritterkreuz des Eisernen Kreuzes (400. Verleihung).
Nach einer Genesungsphase erhielt Lieb am 1. Juni 1944 das Kommando über die 34. Infanterie-Division. In der Armee Ligurien wurde ihm zusätzlich zu seiner Infanterie-Division die (3.) Alpini-Division „San Marco“ (it.) zugeteilt und die nach ihm benannten Armeekorps Lieb gebildet. Diesen Großverband führte er bis Kriegsende in Ligurien und in den italienischen Westalpen. Mit der bedingungslosen Kapitulation der Wehrmacht geriet Lieb am 8. Mai 1945 in US-amerikanische Kriegsgefangenschaft, aus der er 1947 entlassen wurde.